# Закон України «Про телебачення і радіомовлення»
Закон України «Про телебачення і радіомовлення» від 21.12.1993 № 3759-XII відповідно до Конституції України та Закону України «Про інформацію» регулює відносини, що виникають у сфері телевізійного та радіомовлення на території України, визначає правові, економічні, соціальні, організаційні умови їх функціонування, спрямовані на реалізацію свободи слова, прав громадян на отримання повної, достовірної та оперативної інформації, на відкрите і вільне обговорення суспільних питань.

## Заборона російського кіно
Із жовтня 2014 року до Верховної Ради України виносили декілька законопроєктів, якими мали повністю або частково заборонити трансляцію творів російського виробництва, перш за все таких, які містять російську пропаганду. На початку 2015 року парламент ухвалив законопроєкт № 1317, яким були внесені відповідні зміни до двох законів — «Про телебачення і радіомовлення» та «Про кінематографію». На початку квітня 2015 року законопроєкт підписав Президент України, після чого опублікували на сайті Верховної Ради як закон № 159-VIII. Документ набув чинності 4 червня 2015 року.